# EKW C-35
Pour les articles homonymes, voir C 35.
L'EKW C-35 est un biplan suisse de reconnaissance et de bombardement léger de l'entre-deux-guerres construit par les Ateliers fédéraux de construction (A+C) de Thoune.

## Histoire
Début 1934, les troupes d'aviation suisses émettent un cahier des charges pour un avion multirôle aux fins de reconnaissance aérienne, défense aérienne, bombardement aérien horizontal et en piqué. L'ingénieur français Thouret présente deux projets C-35, copie du Fokker C.V E et le C-36, copie du Fokker C.X. Le développement du C-35 est bien plus avancé que celui du C-36 à peine ébauché et la commission d'achat décide de commander deux prototypes aux A+C..
Monsieur Thouret, partisan du C-36 plus moderne quitte A+C et repart en France chez Dewoitine mais le développement erratique du C-36 justifiera à posteriori le choix du C-35.
Début 1936 les prototypes sont testés par les troupes d'aviation et validés sous réserve d'ajustements techniques. Une commande de quarante avions, ultérieurement portée à quatre vingt est passée toujours en 1936. Les livraisons ont lieu entre 1937 et 1938. Vers 1941-1942 huit autres avions sont assemblés grâce au stock de pièces de rechange. 1942 est aussi l'année de leur retrait du front où ils sont remplacés par les EKW C-3603.
Soixante cinq avions sont transférés à une escadre de chasse de nuit. Modifiés pour cette nouvelle tâche, ils prennent le nom de C-35-1. L'escadre est dissoute en 1954 et les avions réformés.

## Versions

### C-35
Version en service en Suisse de 1937 à 1954. Deux prototypes, 80 appareils de série et 8 appareils supplémentaires construits. 

### C-35-1
Version en service en Suisse de 1943 à 1954. 65 appareils modifiés pour la chasse de nuit.